# Brut Nature
Brut Nature is een aanduiding voor een zeer droge champagne. De term is door de Franse wet niet beschermd. De aanduiding "Brut" is dat wel. Champagne wordt na de dégorgement meestal gezoet met suiker of rietsuiker die in de liqueur d'expédition is opgelost. De dosage wordt uitgedrukt in grammen suiker per liter. Bij de Brut Nature wordt maximaal 3 gram suiker toegevoegd.